# Podomyrma muckeli
Podomyrma muckeli é uma espécie de formiga do gênero Podomyrma, pertencente à subfamília Myrmicinae.